# Misiuni diplomatice în Polonia

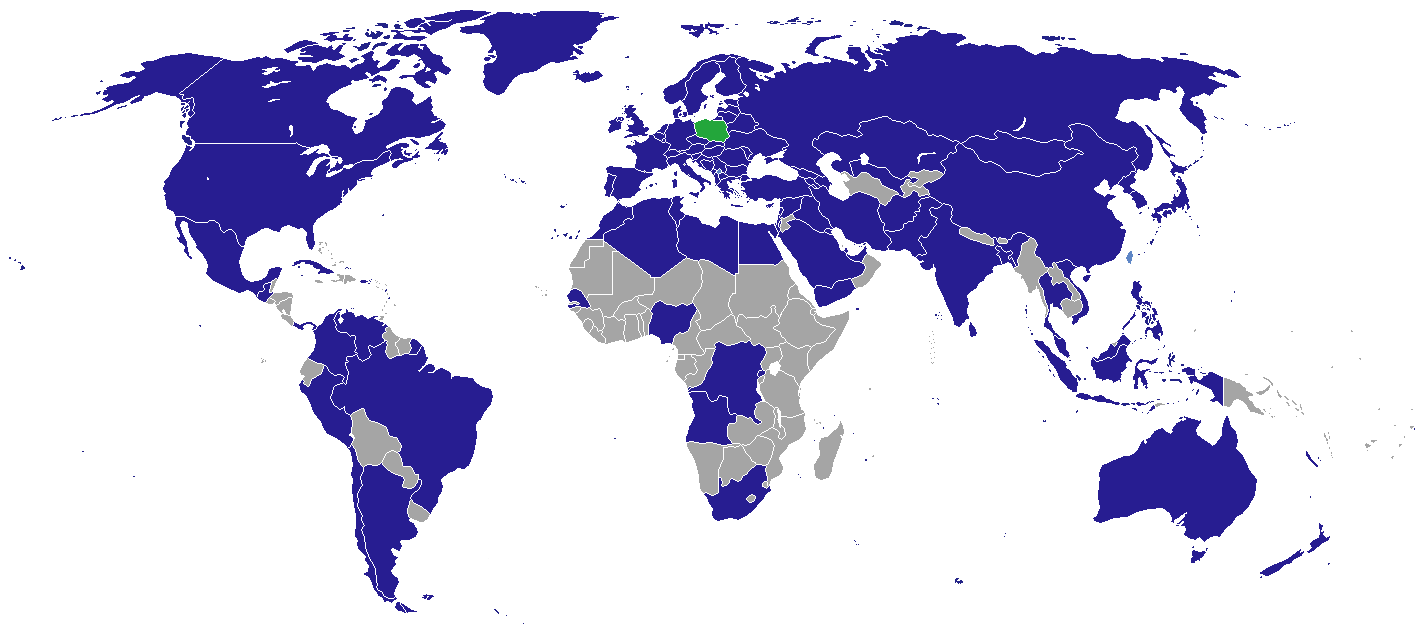
Harta țărilor cu misiuni diplomatice în Republica Polonia

Această pagină prezintă misiunile diplomatice rezidente în Republica Moldova. În prezent capitala țării, Varșovia găzduiește 96 ambasade. Multe alte state sunt reprezentate prin intermediul ambasadelor lor din alte capitale din regiune ca Berlin, Bruxelles, sau Moscova.

## Ambasade
Varșovia
| - Afganistan - Albania - Algeria - Angola - Argentina - Armenia - Australia - Austria - Azerbaidjan - Bangladesh - Belarus - Belgia - Bosnia și Herțegovina - Brazilia - Bulgaria - Canada - Chile - China - Columbia - Republica Democrată Congo - Croația - Cuba - Cipru - Cehia - Danemarca - Egipt - Estonia - Finlanda - Franța - Georgia - Germania - Grecia | - Vatican - Ungaria - India - Indonezia - Iran - Irak - Irlanda - Israel - Italia - Japonia - Kazahstan - Kuwait - Letonia - Liban - Libia - Lituania - Luxemburg - Malaysia - Malta - Mexic - Republica Moldova - Mongolia - Muntenegru - Maroc - Țările de Jos - Noua Zeelandă - Nigeria - Coreea de Nord - Macedonia de Nord - Norvegia - Pakistan - Palestina | - Panama - Peru - Filipine - Portugalia - Qatar - România - Rusia - Arabia Saudită - Senegal - Serbia - Slovacia - Slovenia - Africa de Sud - Coreea de Sud - Format:SMOM - Spania - Sri Lanka - Suedia - Elveția - Siria - Thailanda - Tunisia - Turcia - Ucraina - Emiratele Arabe Unite - Regatul Unit - Statele Unite ale Americii - Uruguay - Uzbekistan - Venezuela - Vietnam - Yemen |

## Misiuni/Oficii
- Uniunea Europeană
- Taiwan

## Consulate
Varșovia
- Gambia
- Ghana
- Islanda
- Jamaica
- Monaco
- San Marino